# Maurice Sievan
Maurice Sievan (* 7. Dezember 1898 in der Ukraine; † 15. November 1981 in Manhattan, New York) war ein US-amerikanischer Maler ukrainischer Herkunft.

## Leben
Maurice Sievan war Maler, der für seine expressiven, modernistischen Darstellungen städtischer und ländlicher Landschaften bekannt ist. Sievan wurde in der Ukraine geboren und emigrierte Anfang des 20. Jahrhunderts in die Vereinigten Staaten, wo er seit den 1940er Jahren als Vertreter der American Scene gilt. Seine Werke zeigen häufig das alltägliche Leben in kräftigen Farben und dynamischen Kompositionen, die die Vitalität der Umgebung widerspiegeln. Sievans Bilder wurden im Whitney Museum of American Art, im Art Institute of Chicago und in anderen Museen ausgestellt. Seine Kunst ist in öffentlichen Sammlungen wie dem Brooklyn Museum und dem Smithsonian American Art Museum vertreten.

## Werk
1940 zogen Maurice Sievan und seine Frau, die Fotografin Lee Culik Sievan (1907–1990), aus einer Wohnung in Manhattan in ein neues Einfamilienhaus in Flushing, Queens. Der Umzug führte Sievan zu einem Bildthema, das ihn mehr als ein Jahrzehnt beschäftigen sollte: die wenig beachteten Landschaften dieses abgelegenen Wohnviertels von New York City, geprägt von baumbestandenen Straßen, niedrigen Häusern, unscheinbaren Einkaufszonen und allgegenwärtigem Autoverkehr. Später entwickelte sich Maurice Sievan zu einem abstrakten Maler. Ab 1957 konzentrierte er sich auf Werke mit kräftigen Farbflächen und rein abstrakten Motiven.